# Jekaterina Projda

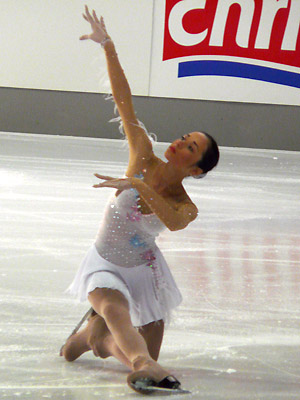
Jekaterina Projda (2007)

Jekaterina Projda (Dnjepropetrovsk, 3 augustus 1989) is een Oekraïense kunstschaatsster.
Proyda is actief als individuele kunstschaatsster en wordt gecoacht door Jelena Kravets. 
| records             | punten | datum      | toernooi         |
| ------------------- | ------ | ---------- | ---------------- |
| Hoogste totaalscore | 105.62 | 08-10-2008 | Golden Lunx 2008 |
| Hoogste korte kür   | 48.39  | 18-09-2008 | Czech Skate      |
| Hoogste lange kür   | 63.80  | 03-03-2005 | WK Junioren 2005 |

## Belangrijke resultaten
| Kampioenschap           | 2002 | 2003 | 2004 | 2005 | 2006 | 2007 | 2008   |
| ----------------------- | ---- | ---- | ---- | ---- | ---- | ---- | ------ |
| Europees Kampioenschap  |      |      |      |      | 22e  |      | 29e    |
| Nationaal Kampioenschap |      |      |      |      |      |      | Zilver |
| WK junioren             |      |      | 26e  | 17e  |      |      |        |
| NK junioren             | 6e   | Goud |      | Goud |      |      |        |